# 공오
공오(共敖, ? ~ 기원전 204년)는 진나라 말, 한나라 초의 인물이며, 초대 임강왕이다.

## 사적
초 의제의 주국(柱國)을 지냈다.
남군 평정에서 군사를 거느리고 공을 많이 세웠다는 《사기》의 기록에 비추어 보아, 초 의제에게서 각각 명령을 받아 진나라 본토로 들어간 항우, 유방와는 다른 경로로 진나라 본토로 들어가려 한 것으로 보인다. 기원전 206년, 항우가 함양에 들어가 제후왕들을 책봉하면서, 이 공적을 통해 진나라의 옛 남군 땅을 받아 임강왕이 되었고, 서울은 강릉(현재의 후베이성 장링현)에 두었다. 항우의 정치적인 의도는 공오와 의제를 떨어트리고자 하는 것이었다. 얼마 지나지 않아, 항우는 의제를 장사군의 침현으로 보내고 은밀히 공오와 형산왕 오예, 구강왕 영포에게 명령을 내려 초 의제를 제거하게 하니, 강중에서 공격하여 죽였다.
기원전 204년, 공오가 죽고 아들 공위가 뒤를 이어 임강왕이 되었다.

## 가계

### 관련 인물
- 공위